# William Garwood
William Garwood (Springfield, de Misuri, 1884 - Los Ángeles, 1950) fue un actor estadounidense de películas mudas de los años 10. 
Garwood trabajó en adaptaciones tempranas de historias clásicas populares: 
- 1910: Jane Eyre, de la novela homónima de Charlotte Brontë.

- 1910: El vicario de Wakefield, de la novela homónima de Oliver Goldsmith.

- 1911: Lorna Doone, de la novela de Richard Doddridge Blackmore.

- 1911: El flautista de Hamelín, del cuento homónimo.

- 1911: David Copperfield, de la novela de Charles Dickens.

- 1912: El mercader de Venecia, de la obra de teatro de Shakespeare.

- 1913: La pequeña Dorrit, de la novela de Dickens.

- 1913: Robin Hood, sobre el personaje legendario.

Durante su carrera, que duró desde 1909 hasta 1919, William Garwood hizo 149 películas.